# Disciples III: Renaissance
A Disciples III: Renaissance egy 2010-ben megjelent körökre osztott stratégiai játék, a Disciples II közvetlen folytatása. Az első két epizóddal ellentétben ezt a .dat fejlesztőcsapat készítette, Oroszországban az Akella, Európa többi részén a Kalypso Media adta ki. Elődeihez képest ez az epizód nem volt túl sikeres, főként vegyes kritikákat kapott.

## Játékmenet
A játékos Nevendaar egyik urát alakíthatja. Három választható faj található a programban: a Birodalom, a Kárhozottak Légiói, és a Tündék Szövetsége. Az előző két részben szereplő, de most kimaradt törp és élőhalott frakciókat későbbi kiegészítőkben tervezték a játékhoz adni. 
A harci rendszert teljes mértékben átalakították. Az egységek ugyanis már képesek egy hatszög alapú rácsozat mentén mozogni a csatatéren, a terepviszonyokat pedig védekezés céljából kihasználhatják. Saját hősünket is teljesen testreszabhatjuk, a páncélja és a fegyverzete is lecserélhető. A szintlépések menetét is átalakították, most már akár 7 lényt is magukkal vihetnek, elsődleges és másodlagos tulajdonságokra adott pontokkal fejlődhetnek. Kivették a játékból a pálcahordozó hősöket, akik a területeket jelölték meg, helyettük amelyik hős eléri a térkép meghatározott részét, az ott idéz egy őrzőt, aki elfoglalja a megadott területrészt és védelmezi is azt. A semleges várakat már nem fejleszthetjük tovább, azok automatikusan fejlődnek az idő múlásával. Megjelent a kő személyében egy új nyersanyag is. Nagymértékben erősítették az eddig elég gyenge tolvaj karaktereket. A körökre osztást is megváltoztatták: míg korábban egy kör egy napnak felelt meg, most egy napot szétszedtek négy fázisra, és egy kör egy fázis ideig tart.
A játék a .dat saját fejlesztésű grafikai motorját, a Virtual Dream engine-t használja. Ennek megfelelően ez az epizód már teljes mértékben háromdimenziós megjelenítést használ.

## Cselekmény
A Mennyei Atya elfordította tekintetét Nevendaar lakóiról, és a világ végzetének közeledtére fókuszál. A Birodalom határán egy meteorit csapódik be, amit az emberek égi jelnek vesznek. Miközben bölcsek és próféták próbálják megfejteni a rejtélyt, az emberek, a tündék, és a démonok saját hőseiket küldik ki, hogy megtalálják azt. De Bethrezen is szeretné megtalálni. Ő tudja, hogy mit jelent ez az esemény: az égiek ismételten beavatkoznak a halandók ügyeibe, a meteorit pedig egy égi hírvivő érkezése, akinek az a feladata, hogy megtisztítsa Nevendaart. Ha elfogná a hírvivőt, a segedelmével visszajuthatna a mennyekbe, ahonnét egykor kitaszították. A hírnök, Inoel lesz a remény jelképe számos lény számára. Ő pedig ahogy megismeri Nevendaar lakóit, úgy kezd irántuk érzéseket táplálni.

## Kiegészítő
Disciples III: Resurrection (illetve Resurrection of Mortis) címmel jelent meg egy kiegészítő, eleinte csak orosz nyelven, majd 2012-től angolul is. A játék az Élőhalott Hordák küldetéseit adta hozzá az  alapjátékhoz. 
2012-ben oroszul, 2014-ben pedig angol nyelven is megjelent a Disciples III: Reincarnation névre hallgató kiadás, amely az alapjátékot és a kiegészítőt leszámítva is több változtatáson esett át: a grafikai ráncfelvarrás mellett kijavítottak számtalan játékhibát.

## Fogadtatás
A játék vegyes fogadtatásra lelt a kritikusok részéről. A Disciples III fejlesztése már eleve évekig húzódott, különféle programozási gondok miatt, ezért vette át a Strategy First-től a programot az Akella is. A GameChannel kriitkája szerint a játék túl könnyű és sok a hiba is a játékban, mindazonáltal még ezek mellett is remekül játszható.  Az iPon tesztje szerint a grafika szép, a harcrendszer változásai nem rosszak, de a beépített egyjátékos (nem kampány) mód és a többjátékos lehetőségek vérszegényre sikeredtek.

## Fordítás
Ez a szócikk részben vagy egészben  a   Disciples III: Renaissance című angol Wikipédia-szócikk ezen változatának fordításán alapul.  Az eredeti cikk szerkesztőit annak laptörténete sorolja fel. Ez a jelzés csupán a megfogalmazás eredetét és a szerzői jogokat jelzi, nem szolgál a cikkben szereplő információk forrásmegjelöléseként.